# 瑞欽龍
瑞欽龍（學名Rinchenia）是偷蛋龍科恐龍的一屬，生存於上白堊紀的蒙古。模式種蒙古瑞欽龍是（R. mongoliensis），原先被認為是偷蛋龍屬的一個物種。在1986年，瑞欽·巴思缽（Rinchen Barsbold）將牠命名為蒙古偷蛋龍（Oviraptor mongoliensis）。但在1997年，巴思缽重新審核時發現牠們之間有很多明顯差別，並建立為新屬，瑞欽龍屬。但是他並沒有作出詳細的描述，故當時此名稱是無效的無資格名稱（Nomen nudum）。直至2004年，Halszka Osmólska做出詳細的研究，才成為正式的有效名稱。
瑞欽龍目前僅發現一個標本（編號GI 100/32A），包含一個完整頭骨、下頜、部分脊柱、部分前肢、肩帶、部分後肢、骨盆、叉骨。瑞欽龍與偷蛋龍的大小相近（約1.5米長），但骨骼上的幾個特徵，尤其在頭顱骨上，都有明顯的分別。牠的骨骼較偷蛋龍為輕巧、纖細。偷蛋龍有一個頭冠，但這個部分的骨頭破碎，不能重建出完整頭冠。而瑞欽龍的頭顱骨有圓拱狀的高頭冠。